# Bystřice pod Lopeníkem
Bystřice pod Lopeníkem, bis 1923 Bystřice (deutsch Bistritz unterm Lopenik, früher Bistrzitz) ist eine Gemeinde in Tschechien. Sie liegt zehn Kilometer südöstlich von Uherský Brod und gehört zum Okres Uherské Hradiště.

## Geographie
Bystřice pod Lopeníkem befindet sich am Nordhang der Weißen Karpaten am Rande des Landschaftsschutzgebietes CHKO Bílé Karpaty. Das Dorf erstreckt sich im Tal des Baches Nivnička, der hier auch als Bystřička bezeichnet wird, an der Einmündung des Pivný potok. Nördlich erheben sich der Široké (425 m), Skalky (465 m) und Hrádek (521 m), im Nordosten der Bučník (552 m), südöstlich der Vysoký vrch (698 m), im Süden der Obecní háj (536 m) sowie nordwestlich der Kopec und die Skalky (387 m). Südlich des Dorfes verläuft die Staatsstraße I/50/E 50 zwischen Uherský Brod und Trenčianska Turná. Südwestlich befindet sich der Stausee Ordějov.
Nachbarorte sind Nový Dvůr, Nezdenice und Záhorovice im Norden, Komňa im Nordosten, Nový Dvůr und Vápenice im Osten, Uhliska und Troják im Südosten, Mechnáč und Lopeník im Süden, Korytná im Südwesten, Podhorský Mlýn und Suchá Loz im Westen sowie Zámeček und Bánov im Nordwesten.

## Geschichte
Die erste schriftliche Nachricht von Bystřička erfolgte 1374 als Teil des Gutes Bánov. Seit 1405 bildete Bystřice mit der Feste Ordějov ein eigenständiges Gut, das an Bánov angeschlossen blieb. 1513 wurden der Hof Ordějov und die Mühle Ordějovský mlýn erstmals erwähnt. Es wird angenommen, dass im Mittelalter am rechten Ufer der Nivnička auf der Flur Spláv auch ein Dorf Ordějov bestand. Schriftliche Nachweise darüber bestehen jedoch nicht. Im 16. und 17. Jahrhundert wurde Bystřice mehrfach bei Einfällen der Türken, Tataren und Ungarn geplündert und verwüstet. Das älteste Ortssiegel stammt aus dem Jahre 1687. Dominik Andreas I. von Kaunitz, der Bánov mit Bystřice 1694 erworben hatte, schlug die Güter seiner Herrschaft Uherský Brod zu.
Nach der Aufhebung der Patrimonialherrschaften bildete Bystřice/Bistrzitz ab 1850 eine Gemeinde in der Bezirkshauptmannschaft Uherský Brod. Seit 1923 führt die Gemeinde den Namen Bystřice pod Lopeníkem. Nach der Aufhebung des Okres Uherský Brod kam Bystřice pod Lopeníkem Ende 1960 zum Okres Uherské Hradiště. In den Jahren 1969–1971 wurde unterhalb von Ordějov die Nivnička gestaut. Der seit den 1950er Jahren heruntergewirtschaftete Hof Ordějov wurde Ende der 1970er Jahre bei einem Dammbruch des überfüllten Stausees überflutet. 1986 erfolgte der Abbruch des verwahrlosten Hofes.
Bystřice pod Lopeníkem besteht heute aus 388 Anwesen, davon werden 277 zu Wohnzwecken und 95 als Ferienhäuser genützt. In der Feriensiedlung Troják befinden sich weitere 65 Ferienhäuser.

## Gemeindegliederung
Für die Gemeinde Bystřice pod Lopeníkem sind keine Ortsteile ausgewiesen. Zu Bystřice pod Lopeníkem gehören die Ansiedlungen Nový Dvůr und Troják.

## Sehenswürdigkeiten
- Kapelle St. Josef, errichtet 2001–2002 anstelle eines Vorgängerbaus
- Wallfahrtskapellen Mariä Himmelfahrt und der hl. Anna, nordwestlich von Bystřice im Wäldchen am Kopec, sie wurden in der Mitte des 18. Jahrhunderts von Jan Dielc aus Bystřice errichtet
- Naturreservat Rasová, alter Steinbruch, westlich des Dorfes bei Nový Dvůr